# Варжен-Гранди-ду-Сул
Варжен-Гранди-ду-Сул (порт. Vargem Grande do Sul)  —  муниципалитет в Бразилии, входит в штат Сан-Паулу. Составная часть мезорегиона Кампинас. Входит в экономико-статистический  микрорегион Сан-Жуан-да-Боа-Виста. Население составляет 37 357 человек на 2007 год. Занимает площадь 266,530 км². Плотность населения — 151,0 чел./км².
Праздник города —  26 сентября.

## История
Город основан 26 сентября 1874 года.

## Статистика
- Валовой внутренний продукт на 2003 составляет 230.148.170,00 реалов (данные: Бразильский институт географии и статистики).
- Валовой внутренний продукт на душу населения на 2003 составляет 5.986,74 реалов (данные: Бразильский институт географии и статистики).
- Индекс развития человеческого потенциала на 2000 составляет 0,802 (данные: Программа развития ООН).

## География
Климат местности: горный тропический.